# Cristabotys pastrinalis
Cristabotys pastrinalis is een vlinder van de familie van de grasmotten (Crambidae). De wetenschappelijke naam van deze soort is voor het eerst voorgesteld als Botys pastrinalis door Achille Guenée in een publicatie uit 1862.

## Verspreiding
De soort komt voor in Kameroen, Kenia, Zuid-Afrika, Réunion en Mauritius.

## Waardplanten
De rups leeft op Bidens pilosa (Asteraceae).